# Дашицяо
Дашицяо (кит. спр. 大石桥市, піньїнь: Dàshíqiáo Shì) — місто-повіт у центрі провінції Ляонін, складова міста Їнкоу.

## Географія
Дашицяо лежить на лівому березі річки Ляохе.

### Клімат
Місто знаходиться у зоні, котра характеризується вологим континентальним кліматом зі спекотним літом. Найтепліший місяць — липень із середньою температурою 24.3 °C (75.7 °F). Найхолодніший місяць — січень, із середньою температурою -9.4 °С (15.1 °F).
| Клімат Дашицяо          | Клімат Дашицяо | Клімат Дашицяо | Клімат Дашицяо | Клімат Дашицяо | Клімат Дашицяо | Клімат Дашицяо | Клімат Дашицяо | Клімат Дашицяо | Клімат Дашицяо | Клімат Дашицяо | Клімат Дашицяо | Клімат Дашицяо | Клімат Дашицяо |
| Показник                | Січ.           | Лют.           | Бер.           | Квіт.          | Трав.          | Черв.          | Лип.           | Серп.          | Вер.           | Жовт.          | Лист.          | Груд.          | Рік            |
| Середня температура, °C | −9,4           | −6,6           | 1              | 9,5            | 16,5           | 21,1           | 24,3           | 23,7           | 18             | 10,5           | 1,7            | −6,1           | 8,7            |
| Норма опадів, мм        | 7.5            | 8.7            | 13.1           | 39.1           | 51.6           | 76.9           | 191.4          | 172.1          | 77.3           | 43.1           | 20.9           | 9.1            | 710.8          |
| Днів з опадами          | 3,7            | 3,7            | 4,4            | 6,7            | 8,7            | 11,4           | 14,8           | 12,1           | 8              | 7,4            | 5,6            | 3,7            | 90,2           |
| Вологість повітря, %    | 61.6           | 59             | 55.2           | 54.4           | 57.3           | 69             | 80.5           | 79.2           | 69.1           | 64.3           | 63.5           | 61.8           | 64.6           |
| ----------------------- | -------------- | -------------- | -------------- | -------------- | -------------- | -------------- | -------------- | -------------- | -------------- | -------------- | -------------- | -------------- | -------------- |
| Джерело: Weatherbase    |                |                |                |                |                |                |                |                |                |                |                |                |                |